# Маккинни, Луиза
Луиза Маккинни (англ. Louise McKinney), урожденная Крамми (англ. Louise Crummy; 22 сентября 1868 года, Элизабеттаун-Китли, Онтарио, Канада — 10 июля 1931 года, Клэрсхолм, Альберта, Канада) — канадский политический деятель и борец за права женщин. В 1917 году была избрана депутатом Законодательного собрания Альберты, став первой в Британской империи женщиной — депутатом законодательного органа. Также известна как член так называемой Знаменитой пятёрки — группы канадок, поставивших перед Верховным судом Канады вопрос о праве женщин быть назначенными в Сенат Канады и успешно отстоявших это право.

## Биография

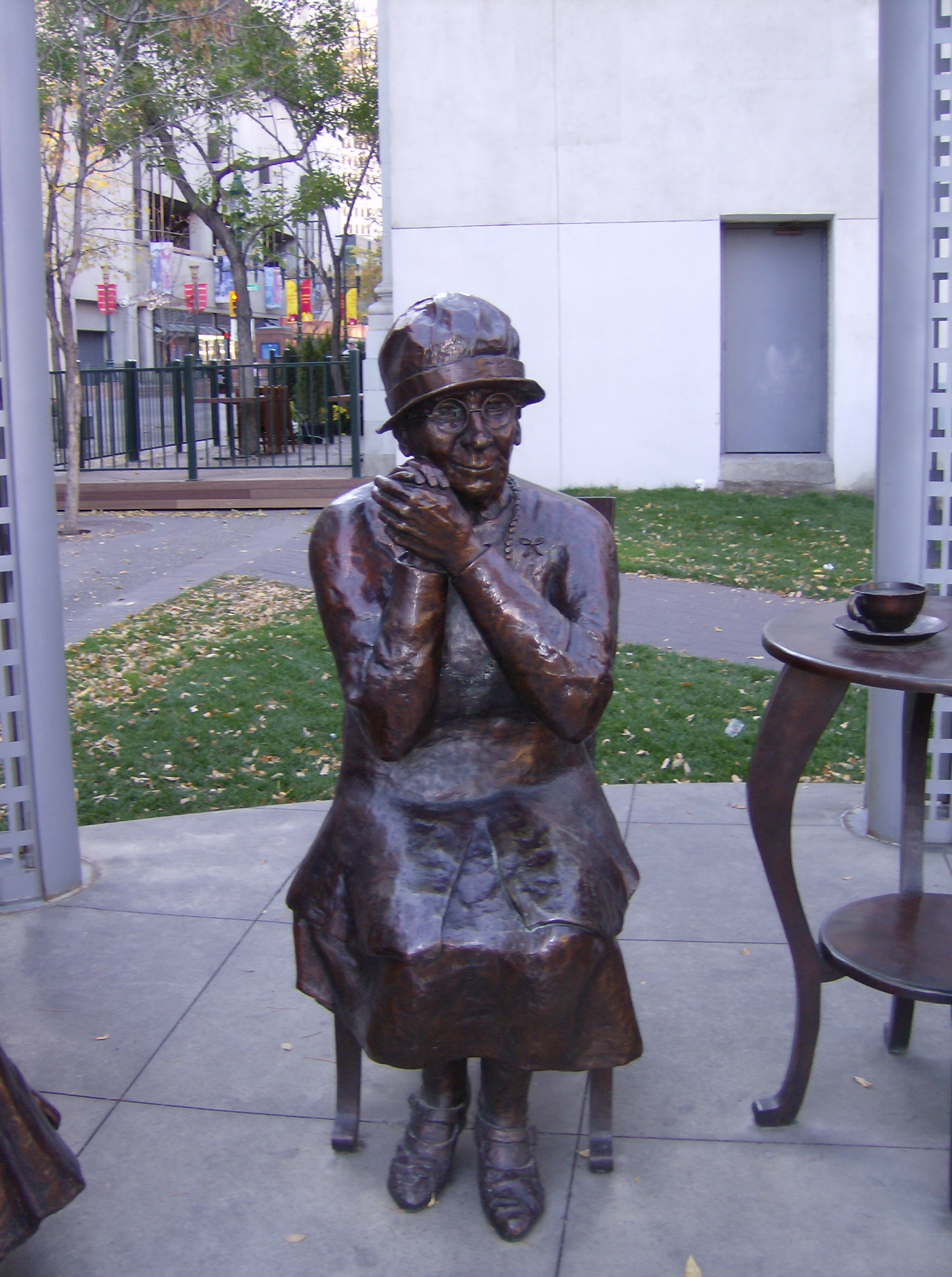
Статуя Луизы Маккинни — часть монумента в честь Знаменитой пятёрки в Калгари, Альберта

Родилась 22 сентября 1868 года в тауншипе Элизабеттаун-Китли, провинция Онтарио. В молодости работала школьной учительницей, также была организатором местного отделения общества трезвости. В 1903 году переехала на постоянное место жительства в город Клэрсхолм провинции Альберта.
В 1917 году, в преддверии провинциальных выборов Беспартийная лига Альберты выдвинула Маккинни кандидатом в депутаты Законодательного собрания Альберты от округа Клэрсхолм. На выборах она одержала убедительную победу над действующим депутатом, либералом Уильямом Моффатом, став первой женщиной-депутатом не только в Альберте, но и во всей Британской империи. Став депутатом, Луиза Маккинни регулярно выступала в провинциальном Заксобрании, высказываясь в поддержку борьбы с пьянством, усиления контроля за производством спиртных напитков, выступала за передачу элеваторов и мукомольных заводов в государственную собственность, а также за предоставление женщинам право самостоятельно владеть имуществом.
На провинциальных выборах 1921 года Маккинни баллотировалась на второй срок в качестве кандидата от аграрной партии левого толка Объединённых фермеров Альберты, однако была побеждена независимым фермерским кандидатом Томасом Милнсом, затем присоединившимся к либералам.
В 1927 году группа из пяти женщин (Луиза Маккинни, Ирен Парлби, Генриетта Эдвардс, Эмили Мёрфи и Нелли Маккланг — впоследствии они стали известны как «Знаменитая пятёрка») обратились в Верховный суд Канады с запросом о трактовке пункта 24 Акта о Британской Северной Америке 1867 года:
Время от времени от имени Королевы путем издания акта с приложением большой печати  Канады  Генерал-губернатор  будет призывать в Сенат лиц,  обладающих необходимыми квалификациями; и при условии соблюдения положений настоящего Акта каждое лицо,
таким образом призванное, становится и будет членом Сената и сенатором.
Женщины потребовали от Верховного суда ответить на вопрос:
Включает ли слово «лица» в пункте 24 Акта о Британской Северной Америке 1867 г. лиц женского пола?
Данное дело официально было названо «Эдвардс против генерального прокурора Канады» (так как истцов было пятеро, а фамилия Генриетты Эдвардс шла среди них первой в английском алфавитном порядке), однако впоследствии за ним закрепилось название «Дело лиц» или «Дело личностей» (англ. Persons Case). 24 апреля 1928 года Верховный суд Канады единогласно решил, что женщины не являются «лицами» в смысле Акта о БСА. Однако 18 октября 1929 года Судебный комитет Тайного совета Великобритании отменил решение Верховного суда, таким образом предоставив канадским женщинам право быть назначенными в Сенат. Уже в следующем, 1930 году в Сенат была назначена первая канадка — Кэрин Уилсон.
Луиза Маккинни умерла 10 июля 1931 года в Клэрсхолме.

## Память
- В 1939 году правительство Канады признало Луизу Маккинни лицом национального исторического значения[англ.].
- В октябре 2009 года Сенат Канады присвоил всем членам Знаменитой пятёрки, включая и Луизу Маккинни, титул «почетных сенаторов»[6].